# Aphonopelma phasmus
Aphonopelma phasmus là một loài nhện trong họ Theraphosidae.
Loài này thuộc chi Aphonopelma. Aphonopelma phasmus được Ralph Vary Chamberlin miêu tả năm 1940.